# Dairsie
Dairsie, o Osnaburgh, è un villaggio del Fife, Scozia, Regno Unito, situato a circa 4,8 km, est nord-est, da Cupar.
Il villaggio si è sviluppato sui due piccoli insediamenti di Dairsiemuir e Osnaburgh assorbendoli nella nuova entità urbana diventata un sito dormitorio per i pendolari che svolgono la propria attività lavorativa presso i centri circostanti maggiori.
Il villaggio ospita alcune costruzioni storiche quali il Dairsie Bridge, risalente ai primi del XVI secolo, il Castello di Dairsie dei primi del XVII secolo, già residenza, anche se per poco tempo, di John Spottiswoode (1565-1639), Arcivescovo di St Andrews e la St Mary's Church costruita dall'arcivescovo Spottiswoode nel 1621..
La St Mary's Church non è più destinata al culto, ma è diventata proprietà privata.
Giacomo VI di Scozia soggiornò, nel giugno 1583, nel castello di Dairsie dopo essere sfuggito alla cospirazione nota con il nome di Raid of Ruthven del 22 agosto 1582.